# Limnephilus fuliginosus
Limnephilus fuliginosus là một loài Trichoptera trong họ Limnephilidae. Chúng phân bố ở miền Cổ bắc.